# Síndrome de Lennox-Gastaut
El síndrome de Lennox-Gastaut (LGS), también conocido como síndrome de Lennox, es una variante de epilepsia infantil de difícil manejo, que aparece entre los dos y seis años de vida, y que se caracteriza por convulsiones frecuentes y diversas; a menudo se acompaña de discapacidad intelectual y problemas conductuales.
Aproximadamente el 5% de los pacientes con síndrome de Lennox-Gastaut muere por este desorden o por los problemas asociados al mismo en unos 10 años desde el comienzo. A menudo, el desorden se prolonga durante la adolescencia y la edad adulta causando múltiples problemas emocionales y discapacidades en casi todos los pacientes. Los sujetos muestran dificultades de aprendizaje, pérdida de memoria, y alteraciones de los movimientos. El 50% de los que llegan a la edad adulta están totalmente discapacitados, y tan solo el 17% puede valerse por sí mismo.

## Cuadro clínico
La edad promedio de inicio de las crisis se encuentra entre los 3 y 5 años, aunque pueden iniciar de forma más temprana o tardía. El síndrome de Lennox-Gastaut está precedido por espasmos infantiles (Síndrome de West) en alrededor del 30% de los casos.
El síndrome se caracteriza por crisis convulsivas diarias, de distintos tipos y características. Una característica típica es la amplia variedad de crisis que se pueden presentar; mayor que cualquier otro síndrome epiléptico.
El tipo de crisis convulsiva que se presenta con más frecuencia en el síndrome de Lennox-Gastaut es del tipo tónico, que suelen presentarse durante la noche, en las transiciones de sueño a vigilia. El segundo tipo de crisis convulsiva más frecuente es la crisis mioclónica, que ocurre con frecuencia cuando el individuo se encuentra fatigado.
También son comunes las crisis atónicas, crisis de ausencia atípicas, crisis tónicas, parciales complejas, focales y crisis tónico clónicas. Hasta la mitad de los pacientes presentan estatus epiléptico, comúnmente no convulsivo, caracterizado por mareo, apatía y pérdida del estado de alerta. Las crisis pueden causar caídas súbitas o pérdida del equilibrio, por lo que los pacientes suelen usar casco para prevenir lesiones cerebrales.
El patrón electroencefalográfico típico presenta complejos punta-onda lentos (menos de 2,5 Hz) en el periodo interictal en vigilia y actividad paroxística rápida en el sueño.
Otra característica clínica del Síndrome de Lennox-Gastaut es la disminución en la velocidad del desarrollo psicomotor, además de alteraciones del comportamiento.

## Etiología
No existe una causa única de origen del síndrome: En el 20% de los afectados, el síndrome se relaciona como complicación del Síndrome de West. La historia clínca suele incluir espasmos infantiles o crisis convulsivas focales y generalizadas.
El tipo más común de Síndrome de Lennox-Gastaut (70-78%) es sintomático o secundario; es decir, existe una enfermedad identificable de base que es la causante del síndrome. Estos incluyen encefalopatía (daño cerebral) o alguna otra enfermedad y/o trastorno del desarrollo. Las causas comunes incluyen esclerosis tuberosa, enfermedades metabólicas hereditarias, enfermedades cerebrales inflamatorias como encefalitis, meningitis y toxoplasmosis; encefalopatía hipóxica-isquémica y otras lesiones durante el nacimiento; y lesiones del lóbulo frontal. Estos pacientes suelen tener un pronóstico peor que los pacientes con Síndrome de Lennox-Gastaut idiopático.
Los estudios genéticos han demostrado que algunos individuos con diagnóstico de Síndrome de Lennox-Gastaut tienen mutaciones de novo en múltiples genes incluyendo CHD2, GABRB3, ALG13 y SCN2A. El estudio Epi4K (2013), usando secuenciación de genoma completo, observó mutuaciones de novo en al menos 15% de una cohorte de 165 pacientes con síndrome de Lennox-Gastaut y espasmos infantiles.
En casi un tercio de los casos no se logra identificar una causa (idiopático).
El síndrome de Lennox-Gastaut y las epilepsias resistentes o refractarias a tratamiento se han relacionado con porfirias neuroviscerales, incluyendo Porfiria aguda intermitente, coproporfiria hereditaria y Porfiria variegata. En estos casos, se debe tener precaución en evitar fármacos antiepilépticos porfiriogénicos.

## Tratamiento
El tratamiento es muy difícil, siendo el síndrome de Lennox-Gastaut refractario a la terapia convencional. Los fármacos de primera elección son el ácido valproico y las benzodiazepinas (incluyendo clonazepam, nitrazepam y clobazam), y se deben elegir en función de los tipos de crisis más frecuentes. El fenobarbital y la primidona pueden empeorar el cuadro ya que causan somnolencia. Para las ausencias se emplea la etosuximida.
Algunos pacientes responden a un tratamiento corto con ACTH o dexametasona, pero las recaídas y los efectos adversos suelen ser muy frecuentes. La dieta cetogénica ha sido empleada con resultados variables. Algunos autores administrando hasta el 75% de la ingesta calórica diaria en forma de grasas ha conseguido buenos resultados. La resección del cuerpo calloso ha sido empleada para controlar crisis atónicas.
Por regla general se utilizan dos o más anticonvulsivantes. El felbamato ha mostrado ser relativamente efectivo en monoterapia, con reducciones del 34% de las crisis atónicas, 19% de la frecuencia de todas las crisis y una mejoría de la situación en general. El topiramato también parece ser eficaz en el síndrome de Lennox-Gastaut, reduciendo las crisis hasta en un 50%. Sin embargo, la experiencia clínica es todavía limitada. Entre los nuevos antiepilépticos, la lamotrigina y la vigabatrina añadidos al valproato producen resultados satisfactorios en algunos pacientes. Recientemente, la Lacosamida (nombre genérico), Vimpat (nombre comercial), ha tenido muy buenos resultados utilizada como terapia concomitante con otros medicamentos o utilizada como mono-terapia. En algunos casos, se evidencia una alteración del comportamiento y estado de ánimo (logorrea, manía y pensamientos libidinosos). 
La Academia Americana de Epilepsia ha confirmado que el uso de cannabidiol, un cannabinoide obtenido de la planta de cannabis, puede reducir las convulsiones en niños con epilepsia refractaria. Así mismo, en México el Neuropediatra Saúl Garza realizó el primer estudio a nivel mundial con cannabidiol en una población de niños exclusivamente con este síndrome, siendo el tratamiento exitoso en la reducción de las convulsiones en un 84% de los casos. Lo anterior sin que haya existido ningún reporte de efectos secundarios graves. Aunado a este estudio, el Dr. Carlos Aguirre también realizó un estudio similar en pacientes con diferentes casos de epilepsia refractaria, incluido Lennox Gastaut, que reportaron resultados similares.

## Pronóstico
El pronóstico es malo para los pacientes con síndrome de Lennox-Gastaut. Cerca del 80% continúan con crisis cuando llegan a la vida adulta y dos tercios son resistentes a la terapia convencional. Muchos presentan retraso mental y es frecuente el deterioro neurológico progresivo. La mortalidad varía entre 3 y 7% a un periodo medio de 8.5 a 9.7 años. La mayoría de las defunciones se relacionan con accidentes.
Los siguientes factores han sido asociados a un mal pronóstico:
- Síndrome de West anterior al de Lennox-Gastaut
- Inicio del desorden antes de los 3 años de edad
- Crisis muy frecuentes
- Status epilépticus frecuente
- EEG[9] con fondo lento y persistente